# Cleotrivia globosa
Cleotrivia globosa is een slakkensoort uit de familie van de Triviidae. De wetenschappelijke naam van de soort is voor het eerst geldig gepubliceerd in 1832 door Gray in G.B. Sowerby II.